# Kumiko Okae
Kumiko Okae (* 23. August 1956; † 23. April 2020 in Tokio) war eine japanische Schauspielerin und Synchronsprecherin.
1975 debütierte sie als Schauspielerin in der Hauptrolle der TBS-Serie Omitsu. Es folgten zahlreiche Live-Action-Serien, wie zum Beispiel Ten Made Todoke. Als Co-Moderatorin arbeitete sie bei der Informationssendung Hanamaru Market und als Synchronsprecherin bei verschiedenen Anime. Bei „Der Hund aus Flandern“ (Furandāsu no inu) sprach sie die Elina, in der Ghibli-Produktion „Das Königreich der Katzen“ die Mutter der Hauptfigur Haru und im Pokémonfilm „Lucario und das Geheimnis von Mew“ die Polizistin Junsā  (Officer Rocky).
Okae starb am 23. April 2020 durch eine Lungenentzündung, ausgelöst durch eine SARS-CoV-2-Infektion. Sie war bereits im Januar und Februar einer Strahlentherapie unterzogen worden, nachdem man bei ihr Brustkrebs diagnostiziert hatte. Am 3. April bekam sie Fieber und wurde am 6. April in ein Krankenhaus gebracht, wo sie starb.